# Lara Vinca Masini
Lara-Vinca Masini (Firenze, 21 aprile 1923 – Firenze, 9 gennaio 2021) è stata una critica d'arte italiana.

## Formazione
Frequenta il Liceo classico statale Galileo di Firenze quindi la Facoltà di Lettere, maturando negli anni Quaranta una solida formazione classica. Stringe amicizia con l'umanista Patricia Hochschild e con il filologo Werner Jaeger, professore di Patricia ad Harvard. Il contatto con il mondo dell'arte, avvenuto inizialmente frequentando il laboratorio della zia restauratrice Elsa Masini, si rafforza negli anni Cinquanta grazie alla conoscenza di Carlo Ludovico Ragghianti. Diviene segretaria di redazione delle riviste da lui fondate: “Criterio” (1957-1958) e "SeleArte" (1958-1965), quest'ultima finanziata da Adriano Olivetti.

## Critica militante
Nel 1960 inizia l'attività pubblicistica relativa all'arte contemporanea. Entra in relazione con Umbro Apollonio, Gillo Dorfles,   Giuseppe Marchiori, conosciuto tramite l'amico collezionista Giuliano Gori. Nel 1963 ha una svolta nel suo approccio critico dopo la conoscenza a Verucchio di Giulio Carlo Argan, orientato in quel momento verso la ricerca artistica ispirata alla psicologia della Gestalt. Dopo l'interesse per l'arte informale e per la nuova figurazione, si rivolge all'arte programmata e cinetica in rapporto con l'innovazione tecnologica. 
Promuove l'arte più innovativa e meno rappresentata proposta da gallerie fiorentine d'avanguardia come Vigna Nuova (1945-1966) di Sergio Santi; Numero (1951-1970) di Fiamma Vigo; Quadrante (1961-1964) di Matilde Giorgini e L'Obelisco di Roma (1946-1978) di Gaspero Del Corso e Irene Brin, facendo da ponte tra gli artisti fiorentini più innovativi e il panorama nazionale e internazionale più aggiornato. Cura nel 1963 la XIV Mostra Nazionale Premio del Fiorino.
Nel 1964 fonda il Centro Proposte, che sarà attivo fino al 1967, e organizza rassegne itineranti in cui arte, architettura, musica elettronica e poesia concreta dialogano tra loro; la veste grafica dei relativi cataloghi è curata dall'amico artista Auro Lecci. Si avvicina a esperienze di giovani artisti e li accompagna nel loro percorso, fra loro Antonio Bueno, Alberto Moretti, Mario Fallani, Maurizio Nannucci, Riccardo Guarneri, Paolo Masi.
Si interessa al design del gioiello d'artista, in particolare alle creazioni di Flora Wiechmann Savioli; agli artisti Pietro Gentili e Paolo Scheggi e ai loro interventi ispirati all'arte cinetica sugli abiti di Germana Marucelli. L'attenzione per l'arte più all'avanguardia si rafforza grazie al contatto con il torinese Piero Fogliati e all'amicizia con Gianni Colombo, Enzo Mari e Lea Vergine, Ettore Sottsass e Fernanda Pivano. 
Dal 1965 matura l'interesse per l'architettura grazie alla vicinanza con gli architetti fiorentini formatisi alla scuola dell'amico Giovanni Michelucci: Edoardo Detti, Leonardo Ricci e il suo allievo Renzo Barbieri, Leonardo Savioli e l'allievo Vittorio Giorgini, Marco Dezzi Bardeschi. Elabora e scrive il proprio pensiero in merito allo spazio architettonico pensato come luogo di scambio di esperienze visive.

## Il contributo alla conoscenza dell'arte contemporanea
Il movimento, dapprima conosciuto come "anti-design" o "contro-design", poi definito architettura radicale, trova in Firenze il suo centro propulsore. A partire dal 1966 Vinca Masini segue le esperienze dei gruppi radical più rappresentativi, utopici e visionari, come Superstudio, Archizoom Associati, Ufo, Remo Buti, Gianni Pettena e Gruppo 9999; diviene per loro un punto di riferimento intervenendo tra il 1967 e il 1971 alla Facoltà di Architettura di Firenze con lezioni e presentazioni di artisti sperimentali. Inizia l'amicizia con l'architetto Sandro Poli, membro del gruppo Superstudio, e con Massimo Becattini, tra i primi esponenti a Firenze del cinema d'artista.
Nel 1970 cura gli aspetti illustrativi e documentari del volume di Argan per le scuole L'arte moderna 1770/1970. Nel vivace clima culturale fiorentino di quegli anni, dedica il lavoro di critico ad artisti emergenti attivi in nuove gallerie e in gruppi di artisti autogestiti: fra loro l'amico Vittorio Tolu e Andrea Granchi, tra i primi dediti al cinema d'artista in quel momento agli esordi in Italia, oltre a Renato Ranaldi, Ketty La Rocca, Verita Monselles, Mario Mariotti.
Nel dicembre 1974, con Vittorio Fagone e Aldo Passoni, cura l'apertura del Museo Progressivo d'arte contemporanea di Livorno a Villa Maria (oggi Museo della città di Livorno); l'intento è quello di estendere anche ai centri minori la conoscenza di artisti d'arte contemporanea grazie all'allestimento di una raccolta permanente di alto livello, composta da oltre 150 opere di artisti italiani, acquisite dal Comune in occasione della Prima Biennale d'Arte Contemporanea di Livorno. La Biennale, curata da lei e Fagone, rimasta unica, vede in mostra il “Grande rettile” di Pino Pascali, le opere cinetiche di Piero Fogliati, le opere ottico-percettive di Getulio Alviani, Franco Grignani, Enzo Mari e le azioni sceniche di Fabio Mauri. Figurano anche la Narrative Art, il design e il cinema d'artista.

## La Biennale di Venezia del 1978
Con Luigi Carluccio ed Enrico Crispolti cura la sezione italiana della Biennale di Venezia 1978: Dalla natura all'arte. Dall'arte alla natura; la sezione Arti visive trova posto nella sede dei Giardini, quella di Architettura ai Magazzini del Sale. 
L'attenzione è rivolta ai due aspetti di Topologia e Morfogenesi. L'aspetto del topos, orientato verso l'utopia nell'assenza di qualunque certezza, è rappresentato dagli artisti dei gruppi radical, con l'antecedente di Sottsass: i fiorentini Andrea Branzi per Archizoom, Lapo Binazzi per Ufo, Gianni Pettena. Vi figurano installazioni come La coscienza di Zeno di Sandro Poli per Superstudio, La moglie di Lot di Adolfo Natalini e Piero Frassinelli ambedue per Superstudio, La porta di Micene di Paolo Galli per il Gruppo 9999. Vi sono incluse le esperienze italiane di Gaetano Pesce, Ugo La Pietra, Alessandro Mendini, Riccardo Dalisi. Uguale risalto viene dato all'aspetto della crescita della forma, verso una ricerca architettonica da rifondare. Dall'esperienza di Paolo Portoghesi sul dialogo fra riflessione storica e progettazione, si passa ai fiorentini Ricci, Savioli, Giorgini, Dezzi Bardeschi. Vi sono inoltre i settori dedicati al Nuovo Razionalismo, tra i cui esponenti sono Vittorio Gregotti e Franco Purini, e alla Tendenza, nei riferimenti agli esercizi su memoria e citazione di Aldo Rossi e Mario Botta. L'anno successivo, nel 1979, nel presentare l'amico artista Fabrizio Corneli, richiama le condizioni complesse della ricerca artistica del momento, nella quale i segni nuovi non sono ancora definiti.

## La mostraUmanesimo, Disumanesimo
Nel 1980 cura un evento importante per Firenze: Umanesimo, Disumanesimo nell’arte europea 1890/1980 con l'intento di fare dialogare le epoche artistiche più celebrate della città, rappresentate quell'anno dalle grandi mostre medicee, a confronto con un presente legato alla storia nei suoi aspetti più problematici. L'iniziativa, resa possibile dalla sintonia con l'assessore alla cultura Franco Camarlinghi, è il frutto di una stretta collaborazione con Argan, Eugenio Battisti, Giuseppe Chiari e Fabio Mauri, amico artista e intellettuale a lei accomunato da un approccio critico alla storia. L'esposizione ha un carattere unitario; il fulcro è nel Palagio di Parte Guelfa, cui si accede attraverso la scala curva di Piero Frassinelli: in mostra figurano capolavori delle avanguardie europee dal Simbolismo al Nouveau Réalisme; le installazioni di dieci artisti contemporanei europei in palazzi storici fiorentini; il convegno pluridisciplinare sul tema Valore, Non valore. Un filo coerente lega gli interventi in città: la denuncia delle ambiguità espresse dal binomio umanesimo/disumanesimo. Alcune installazioni sono collocate in luoghi storici degradati. La sezione espositiva sul restauro architettonico, curata da Marco Dezzi Bardeschi, evidenzia il carattere falso di restauri celebrativi. La mostra collaterale sul fascismo, realizzata dall'Istituto Storico della Resistenza, sottolinea momenti negativi della storia di Firenze, espressi anche nell’intervento di Fabio Mauri, che colora di rosso sangue l'acqua nella vasca della Palazzina Reale di Santa Maria Novella. La città reagisce con critiche accese soprattutto alle installazioni, frutto di una visione all'avanguardia estesa a tutti i periodi della storia dell'arte, poco conciliabile con la considerazione che Firenze ha di se stessa, rivolta principalmente alle sue glorie più note.

## Editoria
A metà degli anni Sessanta inizia l'attività editoriale sull'arte moderna, con pubblicazioni monografiche a carattere divulgativo affidate dalla casa editrice Sansoni a specialisti del settore. Nel 1976 viene pubblicato il libro sull'Art Nouveau, tuttora punto di riferimento ineludibile sull'argomento. Nel 1989 vengono pubblicati i primi due volumi di Arte contemporanea. La linea dell'unicità. Seguono nel 1996 i due volumi dedicati a Arte contemporanea. La linea del modello. Sono preceduti nel 1992 dal Dizionario del fare arte contemporaneo, repertorio dell’arte nelle sue varie forme dalla metà degli anni Cinquanta agli anni Novanta. I quattro volumi sull'arte contemporanea costituiscono un'opera di portata quasi enciclopedica, nell'equilibrio tra la panoramica mondiale sull'arte dagli inizi del Novecento e l'attenzione ad ambiti e figure di artisti minori ritenuti interessanti. Nell’aggiornamento del 2003 sulla situazione internazionale a cavallo del secolo, dà ampio spazio al lavoro degli architetti attivi a livello internazionale, tra i quali Massimiliano Fuksas, che nel 2000 l'aveva chiamata come commissario per l'architettura alla Biennale di Venezia. Vi figurano anche le architetture di Claudio Nardi, le installazioni multimediali di Andrea Santarlasci, i gioielli d'artista di Babetto e il design dell'amico David Palterer.

## Firenze e la Toscana
L’amore per Firenze e per la Toscana è un tratto fondamentale della sua personalità, in un'ottica che include a livello paritario la storia più illustre della città e il contemporaneo. Lotta contro una visione che tende a isolare i monumenti cittadini facendone oggetti privilegiati.
Guarda alla Toscana come a “una regione che si trova, quasi per caso, al centro degli avvenimenti e poi di colpo messa da parte". Propone un'inedita collaborazione in provincia tra architetti e artisti contemporanei, per rinnovare lo sguardo su centri non inquinati da un'edilizia selvaggia. Nell'introdurre il capitolo conclusivo dei volumi su Arte Contemporanea, dedicato alla Toscana, riconosce di dovere molto a Firenze, “città difficile, litigiosa, chiusa, svantaggiata”. Include opere degli artisti che erano stati parte del suo stesso percorso: le ceramiche di Guido Gambone, quelle di Federigo Fabbrini, le sculture filiformi e i libri d'artista di Vittorio Tolu; i progetti di Sandro Poli, le opere di Andrea Lemmi. Nel 2002 si esprime sul rapporto tra la Toscana e il contemporaneo nell'ambito dell'iniziativa Continuità, storico evento retrospettivo sulla seconda metà del Novecento in Toscana. Sottolinea come nella regione il contemporaneo sia stato debitore verso altre situazioni, nazionali e internazionali. Evidenzia l'esigenza di una indagine più profonda e rigorosa. Prosegue la sua attività nel passaggio del millennio, espressa anche in una continuativa collaborazione dal 2002 con il Quartiere 4 di Firenze, attraverso lezioni e iniziative sull’arte contemporanea. Viene più volte chiamata a esprimersi retrospettivamente sull'arte del Novecento a Firenze e in Toscana.

## Gli ultimi dieci anni
Nel 2010 abbandona l'appartamento di via Guido Biagi, colmo di libri, di opere avute in dono dagli amici artisti, di oggetti, per trasferirsi in una casa con giardino in via Solferino. La disponibilità del nuovo appartamento è frutto della collaborazione tra la Fondazione Cassa di Risparmio di Firenze e il Centro per l'arte contemporanea Luigi Pecci di Prato, cui sono destinati per sua donazione l'archivio e dalla biblioteca, unica nel suo genere nell'area fiorentina. Si impegna nell'inventariare personalmente il materiale della biblioteca e nel riordinare i materiali nel rispetto dei criteri con cui li aveva raccolti. La sua casa diviene luogo di pellegrinaggio di amici, artisti, studiosi, giovani laureandi. Continua a essere proiettata verso il nuovo. Mantiene il suo approccio radicale alla realtà, proseguendo negli interessi per l'arte, per la letteratura, per la filosofia, con una spiccata passione per la politica. Nel 2015 viene intervistata dalla storica dell'arte Laura Lombardi per il volume Artiste della critica. Tra maggio e ottobre 2017, rilascia una video-intervista sulla propria vita a Massimo Becattini e all'amica storica dell'arte Mirella Branca. È coinvolta in iniziative promosse da Villa Romana, culminate nell'autunno 2017 nella promozione della mostra Umanesimo Disumanesimo 1980/2017. È un recupero in chiave storico-critica dell'evento del 1980 curato dalla direttrice di Villa Romana, Angelika Stepken e dalla contemporaneista Alessandra Acocella, cui si deve anche la raccolta del 2020 Lara-Vinca Masini. Scritti scelti 1961-2019. Nel 2019 cura la pubblicazione di un libro inedito di Leonardo Ricci recuperato nel suo archivio, in base a un progetto promosso dal Dipartimento di Architettura di Firenze, dalla Fondazione Michelucci di Fiesole, dal Centro per l'arte contemporanea Luigi Pecci di Prato. È una chiusura ideale sull'amicizia e sulla passione per l’architettura che per tutta la vita l'aveva legata ai maestri architetti del secondo Novecento a Firenze. Si spegne a Firenze il 9 gennaio 2021.

## Fondo archivistico e bibliografico
Le sue carte ed i suoi libri sono da lei stati donati al Centro Luigi Pecci di Prato; il fondo include materiale relativo a movimenti culturali e artisti d'avanguardia dal 1960 al 2020. La documentazione archivistica è costituita da oggetti d'autore e grafiche donati negli anni dagli artisti; carteggi con critici, artisti, architetti. La documentazione bibliografica comprende volumi, opuscoli, dépliant, foto, cartoline sull'arte contemporanea, suddivisi secondo il criterio tematico da lei voluto. Del fondo fa parte anche la biblioteca a carattere più generale, estesa ad argomenti quali: arte antica, cinema e teatro, didattica, etnografia, fantascienza, letteratura, musei e gallerie, musica.

## Scritti
- Antoni Gaudì, Firenze, Sansoni, 1969.
- Dario Viterbo, Firenze, Sansoni, 1973.
- Riccardo Morandi, Roma, De Luca, 1974.
- Art nouveau : un'avventura artistica internazionale tra rivoluzione e reazione, tra cosmopolitismo e provincia tra costante ed effimero, tra sublime e stravagante, Firenze, Giunti-Martello, 1976, ISBN 8809202171.
- Lara Vinca Masini (a cura di), Topologia e morfogenesi, in Utopia e crisi dell’antinatura: momenti delle intenzioni architettoniche in Italia, Venezia, La Biennale, 1978.
- Lara Vinca Masini (a cura di), Umanesimo, disumanesimo nell'arte europea, 1890-1980: dai simbolisti al nouveau realisme: 10 installazioni di artisti europei in un percorso storico di Firenze, catalogo della mostra (Firenze, Palagio di Parte Guelfa e altri luoghi del centro storico, 20 settembre - 30 novembre 1980), Milano, Silvana, 1980.
- Arte contemporanea: la linea dell'unicità: arte come volontà e non rappresentazione, vol. I-II, Firenze, Giunti, 1989.
- Dizionario del fare arte contemporaneo. Pittura, scultura, architettura, poesia, cinema, teatro, musica di ricerca, design, fotografia, dalla metà degli anni ‘50 a oggi, Firenze, Sansoni, 1992, ISBN 8838311439.
- Arte contemporanea: la linea del modello: arte come progetto del mondo, vol. III-IV, Firenze, Giunti, 1996.
- Lara Vinca Masini, L’arte e l’architettura dagli anni Settanta a oggi, in Giulio Carlo Argan, Il secondo Novecento, Firenze, Sansoni per la scuola, 2001,  pp. 116-209.
- L'arte del Novecento: dall'espressionismo al multimediale, vol. I-XII, Firenze, Giunti, 2003, ISBN 8809034325.
- Lara Vinca Masini (a cura di), 1910-2010: un secolo d’arte a Pistoia: opere della collezione della Fondazione Cassa di risparmio di Pistoia e Pescia, catalogo della mostra (Pistoia, Palazzo Fabroni, 23 maggio - 25 luglio 2010), Pistoia, Gli Ori, 2010.
- Leonardo Ricci, Progetti di un’architettura per l’uomo del futuro: un libro perduto e ritrovato 1967/2019, a cura di Lara Vinca Masini, Pistoia, Gli Ori, 2019, ISBN 9788873367857.
- Lara Vinca Masini, Scritti scelti 1961-2019: Arte Architettura Design Arti Applicate, a cura di Alessandra Acocella e Angelika Stepken, Pistoia, Gli Ori, 2020.

## Premi e onorificenze
- Premio del Ministro per i Beni Culturali e Ambientali per la Critica dell’Arte e la Poesia conferito dall’Accademia Nazionale dei Lincei, (1985).
- Accademico d’onore dell’Accademia delle Arti del Disegno, (2001).